# Карнашиде
Карнашиде (порт. Carnaxide)  —  район (фрегезия) в Португалии,  входит в округ Лиссабон. Является составной частью муниципалитета  Оейраш. Находится в составе крупной городской агломерации Большой Лиссабон. По старому административному делению входил в провинцию Эштремадура. Входит в экономико-статистический  субрегион Большой Лиссабон, который входит в Лиссабонский регион. Население составляет 25 911 человека на 2001 год. Занимает площадь 6,63 км².
Покровителем района считается Святой Роман (порт. São Romão). 